# Millepertuis des montagnes
Hypericum montanum
Espèce
Classification APG III (2009)
Le Millepertuis des montagnes (Hypericum montanum) est une espèce de plantes à fleurs de la famille des Clusiacées selon la classification classique (ou des Hypéricacées selon la classification phylogénétique).

## Description
C'est une plante herbacée vivace de 30 à 80 cm environ, dont les parties de renouvellement sont situées au niveau du sol.
La tige est de forme ronde et dressée, ne découvrant aucune ligne en saillie.
Les feuilles sont larges, de forme ovale lancéolée, dont la moitié est embrassante. Les supérieures sont bordées de glandes de couleur noire.
Les fleurs sont de couleur jaune pâle et leur disposition est en corymbe dense. Elles sont pratiquement toutes au même niveau.
Les sépales sont de forme lancéolé aigu. Ceux-ci possèdent des glandes noires à pédoncule.
Le fruit et une capsule de forme ovale, presque deux fois plus longue que le calice.

## Distribution
La plante est trouvée en Europe et presque partout en France, plus fréquente en montagne.

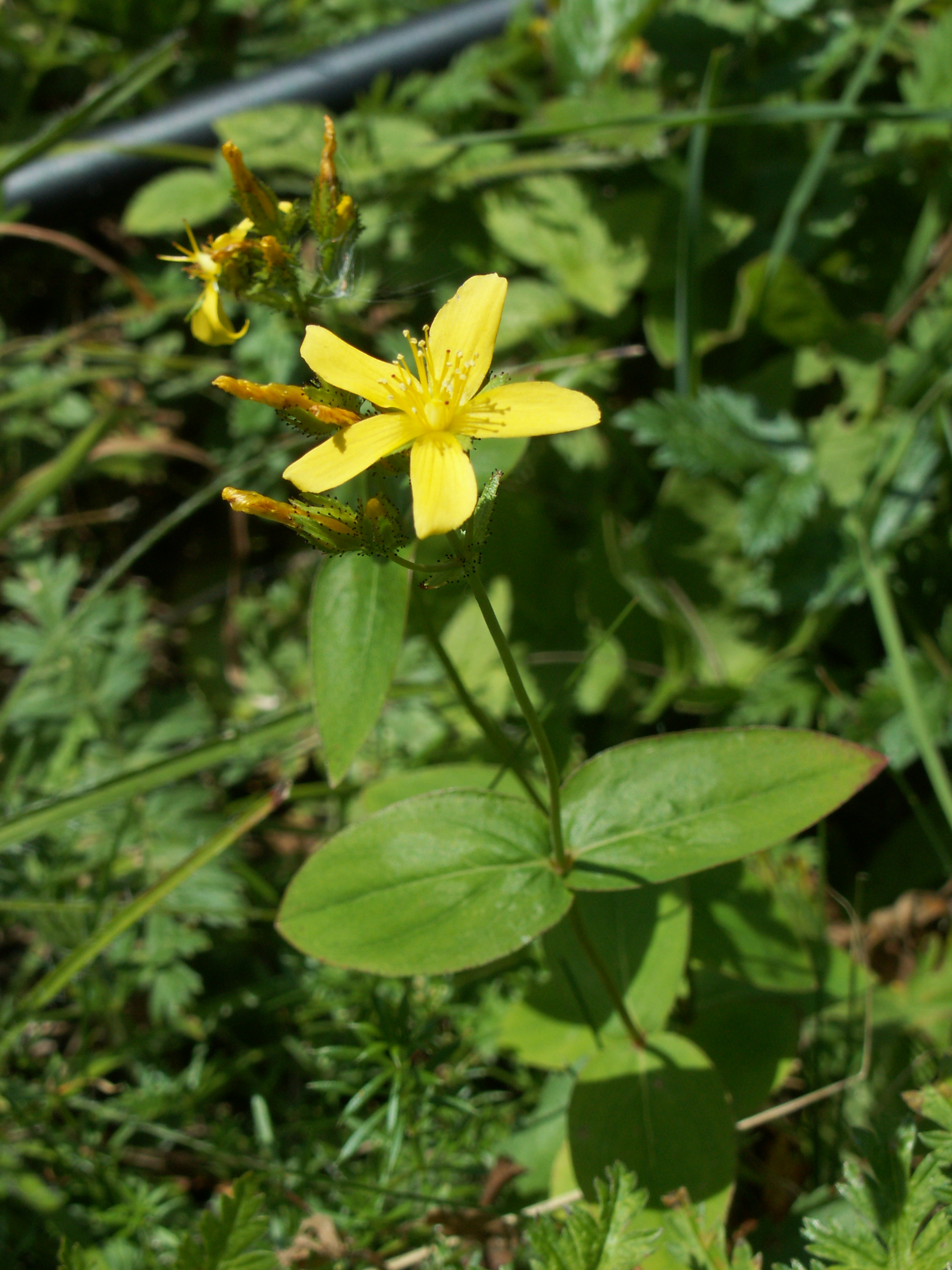
Millepertuis des montagnes.

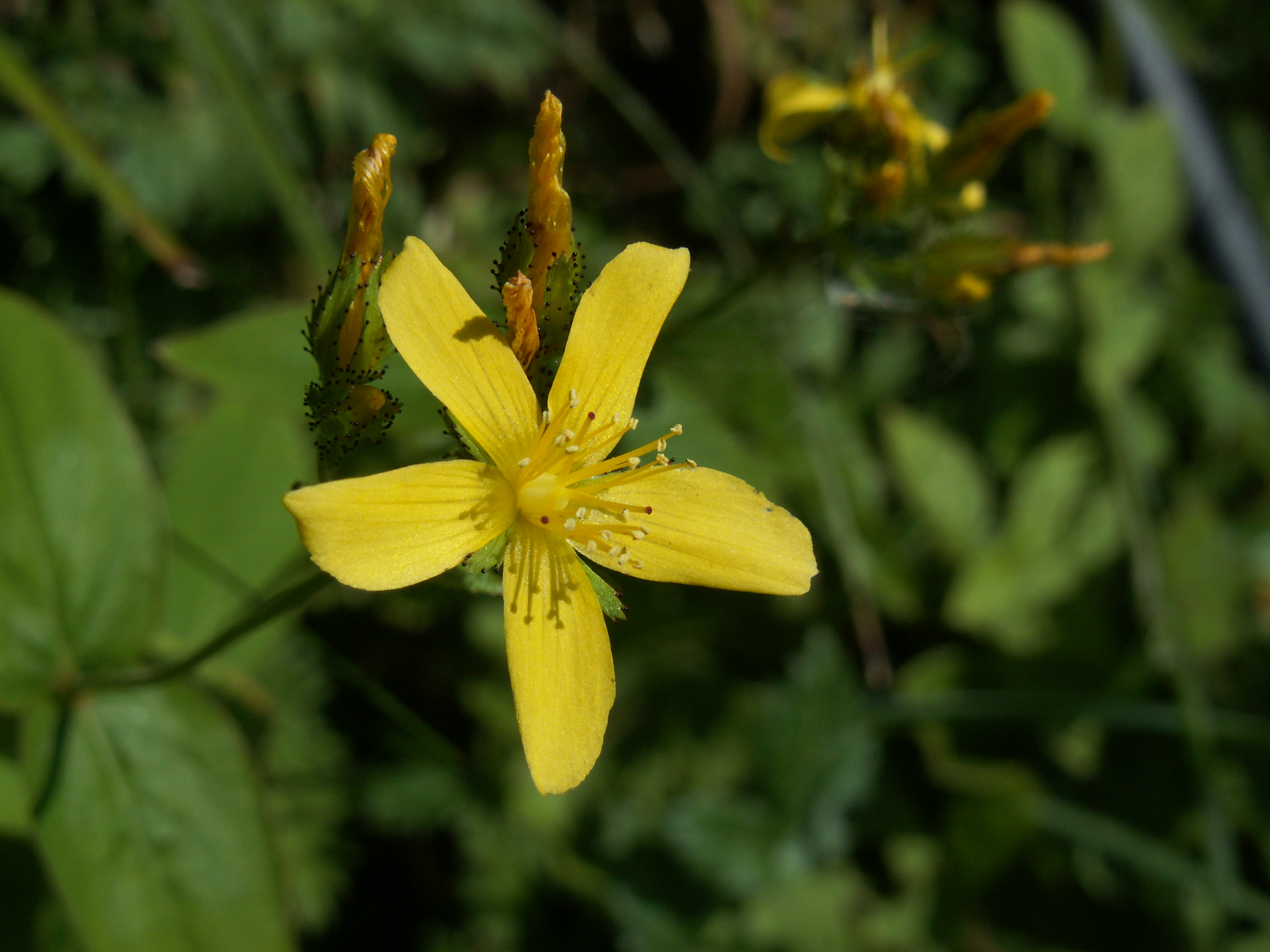
Millepertuis des montagnes.

## Statut de protection
En France, l'espèce est protégée en Aquitainee et en Basse-Normandie. Elle figure sur la liste rouge des plantes du Nord-Pas-de-Calais.